# رمسيس قادو
رمسيس قادو (بالرومانية: Ramses Gado)‏ هو لاعب كرة قدم روماني في مركز الوسط، ولد في 9 مايو 1982 في أوراديا في رومانيا. لعب مع بيهور أوراديا ونادي أوتسيلول غالاتسي ونادي بوليتكنيكا ياش ونادي يونيفيرسيتاتيا كرايوفا.

## وصلات خارجية
- رمسيس قادو على موقع قاعدة بيانات كرة القدم.إي يو (الإنجليزية)
- رمسيس قادو على موقع Soccerway.com (الإنجليزية)
- رمسيس قادو على موقع عالم كرة القدم.نت (الإنجليزية)